# Andreas Lütkefels
Andreas Lütkefels (* 19. Juni 1964 in Münster; † 9. Mai 2022) war ein deutscher Ruderer, der 1993 Weltmeister mit dem Achter war.

## Sportliche Karriere
Der 1,94 Meter große Andreas Lütkefels kam eigentlich vom Ruderverein Münster von 1882, startete aber in den Jahren seiner internationalen Meisterschaftsteilnahmen für den Dortmunder Ruderclub Hansa von 1898. Lütkefels belegte bei den Deutschen Meisterschaften 1988 und 1989 den zweiten Platz im Vierer mit Steuermann. Bei den Olympischen Sommerspielen 1988 traten im Vierer mit Steuermann Andreas Lütkefels, Christoph Korte, Wolfgang Klapheck, Roland Baar und Steuermann Martin Ruppel an und belegten den siebten Platz. 1989 traten Lütkefels, Korte und Klapheck mit Schlagmann Armin Eichholz und Steuermann Guido Groß bei den Weltmeisterschaften in Bled an und erreichten den neunten Platz. Bei den Weltmeisterschaften 1990 in Tasmanien belegte Lütkefels mit seinem Dortmunder Vereinskameraden Markus Vogt und dem Steuermann Jörg Dederding den fünften Platz im Zweier mit Steuermann.
1991 gewann Lütkefels bei den Deutschen Meisterschaften zusammen mit Markus Bräuer, Stefan Scholz und Markus Vogt den Titel im Vierer ohne Steuermann. Bei den Weltmeisterschaften in Wien gewann der Vierer die Bronzemedaille hinter den Australiern und dem US-Boot. 1993 und 1994 siegte Lütkefels bei den Deutschen Meisterschaften im Achter. Der Deutschland-Achter siegte 1993 bei den Weltmeisterschaften in Racice, bei den Weltmeisterschaften 1994 belegte der Deutschland-Achter den vierten Platz.
Andreas Lütkefels erlag am 9. Mai 2022 im Alter von 57 Jahren einer schweren Krankheit. Er wurde am Waldfriedhof Lauheide in Münster beigesetzt.